# USS Farragut (DD-300)
USS Farragut (DD-300) là một tàu khu trục lớp Clemson được Hải quân Hoa Kỳ chế tạo vào cuối Chiến tranh Thế giới thứ nhất. Nó là chiếc tàu chiến thứ hai của Hải quân Hoa Kỳ được đặt theo tên Chuẩn đô đốc David Glasgow Farragut (1801–1870), người tham gia cuộc Nội chiến Hoa Kỳ. Farragut ngừng hoạt động năm 1930 và bị tháo dỡ năm 1931 nhằm tuân thủ quy định hạn chế vũ trang của Hiệp ước Hải quân London.

## Thiết kế và chế tạo
Farragut được đặt lườn vào ngày 4 tháng 7 năm 1918 tại xưởng tàu Union Iron Works của hãng Bethlehem Shipbuilding Corporation ở San Francisco, California. Nó được hạ thủy vào ngày 21 tháng 11 năm 1918, được đỡ đầu bởi bà Templin Potts; và được đưa ra hoạt động vào ngày 4 tháng 6 năm 1920.

## Lịch sử hoạt động
Farragut đi đến San Diego, California vào ngày 3 tháng 7 năm 1920, và lập tức được đặt vào tình trạng dự bị với biên chế nhân sự giảm thiểu cho đến ngày 31 tháng 3 năm 1922. Nó bắt đầu lịch trình huấn luyện thường kỳ dọc theo vùng bờ Tây Hoa Kỳ, trải dài từ vùng kênh đào Panama cho đến Oregon. Vào ngày 27 tháng 7 năm 1923 tại Seattle, Washington, nó tham gia cuộc duyệt binh dưới sự chủ trì của Tổng thống Warren G. Harding, vốn đang trên đường quay trở về sau chuyến đi thị sát Alaska. Quay trở về San Diego, do sai lầm của hoa tiêu dẫn đường lúc sương mù dày đặc vào đêm 8 tháng 9, nó cùng với tám tàu khu trục khác bị mắc cạn trong vụ thảm họa Honda Point. Farragut cùng một chiếc khác thoát ra được với những hư hại nhẹ, trong khi bảy chiếc còn lại bị đắm trên bờ biển lởm chởm đá.
Trong những năm 1924 và 1927, Farragut lên đường đi sang vùng biển Caribe trong các đợt tập trung cơ động hạm đội, và vào năm 1927 đã tiếp tục đi lên phía Bắc viếng thăm New York Newport, Rhode Island và Norfolk, Virginia. Nó viếng thăm quần đảo Hawaii lần đầu tiên vào mùa Hè năm 1925, nơi nó phục vụ như cột mốc dẫn đường và liên lạc cho chuyến bay của thủy phi cơ từ vùng bờ Tây đến Hawaii. Nó lại có mặt tại đây vào mùa Xuân năm 1928 để thực tập.
Farragut được cho xuất biên chế tại San Diego vào ngày 1 tháng 4 năm 1930. Tên nó được cho rút khỏi danh sách Đăng bạ Hải quân vào ngày 22 tháng 7 năm 1930, và nó bị bán để tháo dỡ vào ngày 31 tháng 10 năm 1930 nhằm tuân thủ những điều khoản hạn chế vũ trang của Hiệp ước Hải quân London.